# Glyphocarpus roylei
Glyphocarpus roylei là một loài rêu trong họ Bartramiaceae. Loài này được Hook. f. A. Jaeger mô tả khoa học đầu tiên năm 1875.